# 牛奶吐司
牛奶吐司（shokupan），也寫為牛奶土司，又稱日本牛奶吐司（Japanese milk bread），北海道牛奶吐司（Hokkaido milk bread）或是白吐司，台語稱為sio̍k-麭（有人寫為俗麭），一種源自日本的鬆軟白麵包，在麵團中加入牛奶與糖，在模具中發酵後烘烤而成，形狀為大的箱形或長方形，經由切片後食用。這種麵包在亞洲各地廣泛傳播，如果沒有特別說明，在亞洲所說的吐司，通常指的是這種牛奶土司。

## 名稱來源
日語（shokupan），是一個複合字，（pan）源自葡萄牙語：，是麵包的意思，（shokupan）指可以日常食用的麵包。用來跟作為甜食點心的菓子パン作區別。
在朝鮮日治時期傳入韓國，韓國語將麵包稱為（ppang），牛奶土司稱為或（sikppang）。相同的，在日治台灣時期，台灣也稱麵包為麭，牛奶土司稱為sio̍k-麭。

## 歷史
日本的吐司最早在日治時期由英國傳入。但真正被當作主食，要到第二次世界大戰結束後，因為米食產量不足，經由美國援助麵粉，渡過糧食危機，麵包成為日本人日常食物，吐司才成為日本人主食之一。